# 아베 사다
아베 사다(일본어: 阿部 定 あべ さだ[*], 1905년 5월 28일 ~ 몰년 미상)는 일본의 게이샤이자 창기이다. 아베 사다 사건의 범인이다.

## 생애

### 성장
다다미 가게 「사가미야(相模屋)」의 아베 시게요시ㆍ카츠 부부의 막내딸로서 도쿄시 칸다구 신시로가네정 (현재의 도쿄도 지요다구 칸다츠카사정 2초메와 칸다타정 2초메)에서 태어났다. 제자나 장인이 드나드는 부유한 집안이었다. 어머니 카츠의 젖이 잘 나오지 않아, 돌이 될 때까지 이웃집에서 자랐다. 사다는 4살이 될 때까지 가족과도 대화를 할 수 없었다. 후에 화를 가진 아이가 되어, 재판 때 히스테리라는 진단을 받은데에 유아기의 이런 생활이 관련이 있는 것 아니냐는 말도 나왔다.
8남매지만, 장녀, 차남, 3남은 어려서 죽었고, 4남은 양자로 나가, 사다가 칸다진죠소학교 (현재의 치요다 초등학교)에 다닐 무렵에는 20세 이상 차이나는 장남 신타로, 17세 연상의 차녀 토쿠, 6세 연상의 3녀 치요의 4남매였다.
사다는 어머니의 권유로 진학하기 전부터 샤미센이나 토키와즈를 배워 사가미야의 오사아짱(お定ちゃん(おさぁちゃん))이라며 근처에서도 소문난 미소녀였다. 장인들로부터는 "예쁘다"라는 말을 들었다. 오빠, 언니와 나이차이가 많이 나서, 부모님께 귀여움을 많이 받고 응석받이로 자랐다.
손자마냥 나이가 많이 차이나는 막내딸에게 어머니는 연습 때마다 새 옷을 입혀 어른처럼 머리를 묶고 다니게 했다. 또, 사다도 이것이 어울리는 미소녀였기 때문에 사다를 귀여워하던 부모님은 콧대가 점점 높아졌다. 사다의 허세 부리는 것과 조금 도도한 성격은 이때부터 찾아볼 수 있다. 부모는 일상적인 학교 생활보다 노래와 춤, 샤미센 연습을 우선적으로 해, 진죠소학교의 교사들로부터 주의를 받았다.

### 소녀 시절
고등소학교에 진학했지만, 15살에 자퇴했다. "당시에는 우두머리와도 같은 성격이었다"라고 이웃이 증언했다. 15세 (세는 나이. 만나이 14세) 때, 이웃집에 놀러온 게이오기주쿠 대학생과 장난을 치다가 강간을 당하고 말았다. 아직 초경도 하지 않아, 생리를 몰랐던 사다는 이틀이 지나도 멈추지 않는 출혈이 두려워 상담을 했고, 어머니가 그 학생과 이야기 하려고 집까지 찾아갔지만, 본인과는 만나지 못하고 울며 겨자먹기 상태가 되었다.
사다는 그 후, 근처에서 소문난 불량소녀가 되어갔지만, 본인의 말에 의하면, "이제 나는 처녀가 아니라고 생각하면, 이런 것을 숨기고 시집가는 것은 싫고, 이것을 말하고 시집가기에는 더욱 싫고, 이제 시집갈 수 없다고 어떻게 할까 하고 생각해, 불량해지고 말았습니다"라고 했다. 어머니는 사다를 달래려고 다정한 말을 건네거나 물건을 사주셨지만, 오히려 그게 역겨웠다고 한다.
마침, 그 무렵 아메가는 장남과 차녀의 남녀 문제와 가업 승계 문제로 몸싸움을 벌였고, 어머니는 집안의 분쟁을 한창 때의 사다에게 보여주지 않으려고 용돈을 주어 밖에 나갔다 오라하였고, 급기야 사다는 현대의 금액으로 환산하면 10만엔에서 60만엔이나 되는 거금을 집에서 꺼내 아사쿠사 근처를 동료들을 데리고 놀러다니는 불량아이가 되어있었다. 아버지는 가끔 엄하게 사다를 꾸짖어 집에서 문을 닫거나, 징계를 하기도 했다. 후에 아사쿠사의 여자 야쿠자 "코자쿠라노오쵸"와도 겨루게 되어 현지 칸다에까지 사다의 이름이 퍼졌다.
이 시기의 사다의 삶은, 낮 가까이에 눈을 떠 아침 겸 점심을 죠츄에게 시키고, 목욕을 마치면 외출했다가 열 명이 넘는 불량소년들에게 둘러싸여 료운가쿠에서 영화를 보다가 영화가 끝나면 술집으로 몰려가 밤늦게 귀가하는 삶이었다. 다른 남성과 교제하고 있었지만 불량 동료와는 육체 관계는 갖고 있지 않았다. 이런 생활은 1년 정도 지속되었으나, 사다가 16살 때, 3녀 치요의 혼담이 정해지자, 체면치레를 위해 집에서 쫓겨나는 형식으로 하녀 봉공에 나섰으나, 저택의 딸의 기모노와 반지를 훔쳐 경찰 신세를 지고, 한달 만에 집으로 돌려보내졌다. 아버지 시게요시는 매우 화가 나, 그로부터 약 1년간, 사다를 자택에서 감금과도 같은 나날을 보내게 했다.
장남 신타로가 부모의 돈을 있는 대로 가지고 사라지자, 다다미 가게를 닫게 되어 아베가는 그 무렵 사이타마현 이루마군 사카도정 (현재의 사카도시)로 이사했다. 그러나 아베가는 도내에 전세를 몇 채 갖고 있었기 때문에 생활에는 어려움은 없었다.

### 게이샤 시절
그 후의 사다는 남자와 교제를 계속 반복해, 보다 못한 아버지와 오빠는 사다가 17세가 되는 때에 "그렇게 남자가 좋으면 게이샤가 되어버려"라고 장남 신타로의 전처 무메의 여동생의 남편으로, 제겐 아키바 마사요시에게 팔아 버렸다. 아키바는 과거에는 조각가 타카무라 코운의 제자로, 당시에는 조각가 직함도 갖고 있었다. 사다는 아키바에게 밤에 기댈 수 있고, 아키바는 4년 정도 사다의 정부가 되었다.
가나가와현 요코하마시 스미요시정 (현재의 요코하마시 나카구 스미요시정)의 게이샤야 <하지미노(春新美濃)>에 가불금 300엔에 계약했다. 예명 "미야코"로서 게이샤의 세계에 발을 들여놓았다. 1년 정도 하지미노에 재적해, 그 후도 요코하마나 나가노에서 게이샤로서 일했지만, 샤미센을 칠 수 있다고는 하지만, 특필한 자시키 예능이 없는 사다는, 자시키에 나오면 손님에게 성교를 강요당하는 일이 많은 것이 싫었다고 한다. 몸을 판 값은 사다의 용돈이 되었다.
1923년 (다이쇼 12년)의 간토 대지진 때, 사다는 마침 아키바의 집에 놀러 와 있었지만, 그 집은 전소해버렸다. 사다는 아키바의 집을 돕기 위해 도야마현 도야마시 시미즈정의 <헤이안루>라는 게이코야에 1천엔 이상의 가불을 내 가게를 바꾸고, 이전 가게에서 갚은 나머지 돈에서 300엔 정도를 아키바에게 건네 아키바 일가의 생활을 돌보게 되었다. 당시 1천엔 이라는 금액은 훌륭한 집이 한 채 지어질 정도의 큰 돈이었다.
20살이 된 사다는 아키바에게 속았다는 것을 알고 인연을 끊으려 하지만, <헤이안루>의 계약서가 아키바와의 연판(連判)이었기 때문에, 그 빚을 갚기 위해, 1925년 (다이쇼 14년) 7월, 나가노현 이이다시의 <미카와야>로 이전한다. 그러나, 스스로 판매할 수도 없고, 여기서도 어쩔 수 없이 아키바와의 연판으로 계약을 하였다. 이곳에서는 "시즈카"라고 칭해, 잘나가는 게이샤가 되었지만, 성병에 걸리고 말았다. 아버지 시게요시는 어차피 남자에게 질려 집에 돌아올 것이라고 쫒아냈지만, "검균을 받고까지 불견전(손님에게 몸을 파는 게이샤라는 뜻)을 한다면 ,차라리" 자진해 유녀로 향했다. 이때, 어머니 카츠에게 아키바와의 자초지종을 폭로해 다른 중개업자를 얻어 이적 수속을 밟고, 아키바로부터 연판 계약서를 돌려받았다.

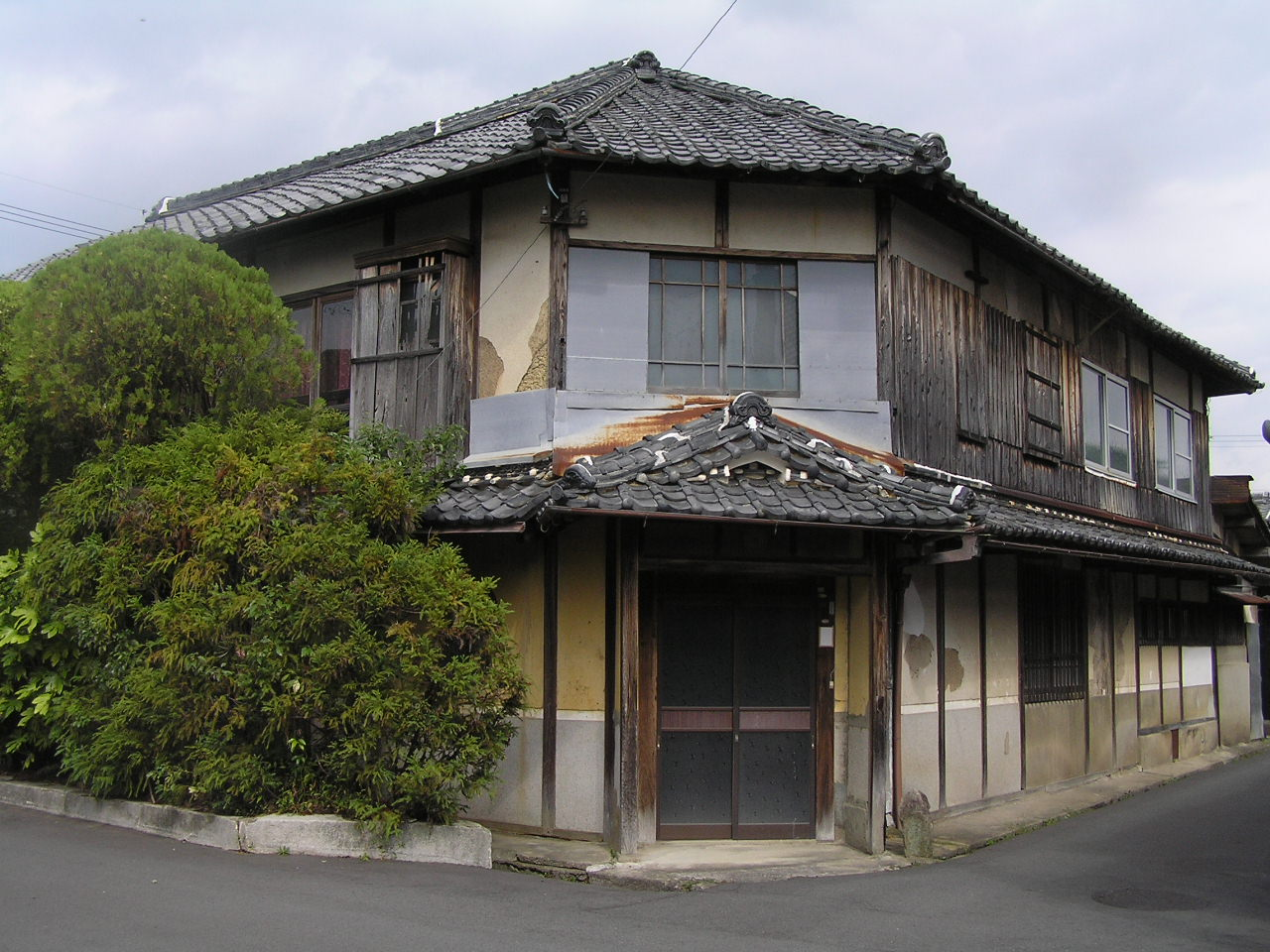
아베 사다가 마지막으로 근무한 유곽 <다이쇼루> (효고현 탄바사사야마시. 2019년 3월, 붕괴 위험이 높아 행정대집행으로 강제철거 되었다)

### 창기 시절
1927년 (쇼와 2년), 오사카부 오사카시 니시나리구에 있는 토비타 신지의 고급 유곽 <미소노루>에 가불금 2800엔에 계약했다. 연판자는 아버지 시게요시였다. 이곳에서는 "소노마루"라 칭하며 잘나가는 창기가 되었다. 1년쯤 지나면서 단골 회사원에게서 미우케 이야기가 나왔는데, 그 남자의 부하도 단골이어서 미우케 이야기는 없어졌다. 그 후에는 도주와 실패, 트러블을 일으켜 가게를 바꿨고, 오사카ㆍ효고ㆍ나고야의 창관을 전전해, 점점 손님층이 나쁜 가게로 떨어졌다.
1930년 (쇼와 5년) 1월, 효고현 사사야마의 쿄구치 신지의 하등 유곽 <다이쇼루> (건물은 오랫동안 남아있었지만, 2019년에 사사야마시가 철거를 결정)으로 옮겼다. "오카루", "이쿠요"라 칭하며 일했는데, 사다의 증언에 따르면 한겨울에도 밖에 나가 호객행위를 해야 해, 유녀 시절 가장 힘든 곳이었다고 한다. 결국 6개월 정도 재적한 뒤 도망쳐 창기로서의 일을 그만두었다.

### 고급 창부ㆍ첩ㆍ나카이(仲居)
고베에서 2개월 정도 카페 직원을 하고 오사카로 건너가 고급 창부나 첩이나 나카이를 하며 지냈다. 이 때, 남자와 매일 육체관계를 갖지 않으면 미칠 것 같다고 병원에 상담하지만, 의사들은 어려운 정신단력 책이나 사상 책을 읽거나 결혼을 하면 좋을 것이라고 답한 기록이 있다.
한 번, 사카도의 친정으로 돌아갔지만, 다이쇼루에서의 추격자가 왔기 때문에 오사카로 도망갔다. 1933년 (쇼와 8년) 1월, 오사카에서 어머니 카츠가 사망했다는 전보를 받는다. 이듬해인 1934년 (쇼와 9년) 정월, 니혼바시의 포물상(袋物商)의 첩으로 있던 사다에게, 아버지 시게요시가 중병이라는 소식이 도착했다. 열흘간 곁에서 간병했지만, 아버지 시게요시는 병사했다. 그의 마지막 말은 "설마 너에게 신세를 질 줄은 몰랐다"였다고 한다.
그 후에도 계속 첩으로 살고 있었지만, 지인으로부터 아키바의 딸이 죽었다는 소식을 듣고 요코하마에 성묘하러 갔지만, 아키바는 돈이 궁했기 때문에 사다는 반지를 전당포에 150엔에 팔고, 아키바에게 주었다. 이때부터 사다와 아키바의 관계가 부활했다. 사다는 애인을 몇번 바꾸자, 한 애인으로부터 약혼 불이행으로 고소당하고 나고야로 도망쳤다.
1935년 (쇼와 10년) 4월에 나고야시 히가시구 치쿠사정 (현재의 나고야시 치쿠사구)의 요정 "코토부키(寿)"에서 나고야시의회 의원이자 츄쿄상업학교 교장인 오오미야 고로와 알게 되었고 교제하게 되었다. 신사적인 오오미야는 사다가 이제까지 만나 본 적 없는 타입의 남자였다. 오오미야는 창녀나 첩을 하던 사다에게 인간의 길을 벗어난 일이라고 꾸짖고 갱생하라고 타일렀다. 이 무렵, 본적을 나고야시 히가시구 치쿠사정으로 변경하였다. 오오미야로부터 성실한 직업을 가지라는 말을 듣고, 신주쿠의 직업소개소를 통해 이시다 요시조가 경영하는 도쿄 나카노의 요정 요시다야를 소개받았다. 그는 나중에 사다에게 가게를 갖게 하려고 생각했다.
"타나카 카요"의 가명을 사용해 요시다야에서 일하기 시작한 사다와 이시다는 알게 된 지 얼마 지나지 않아 불륜관계가 되어. 이시다의 아내도 이 관계를 알게 되자 두 사람은 도망쳐 행방을 감췄다. 사다는 거짓말을 하고 오오미야에게 도망 자금을 몇 번인가 심드렁해했다. 오오미야는 나중에 중요 참고인 신분으로 구속돼 조사를 받고, 의문이 들지만 학교 졸업생에게 보일 얼굴이 없다며 그 뒤로는 은거 생활을 했다. 이시다 사후, 요시다야는 아내가 꾸려가고 있었찌만, 태평양 전쟁 중에 술을 취급하는 장사의 영업시간을 단축하는 사령이 나온 영향으로 폐업했다. 견습 요리사였던 장남도 전사했다. 이시다의 묘는 미나토구 미나미아자부 센다이자카타시타의 센코지에 있으며, 무연고자로 무연탑에 모셔져 있다.

### 재판ㆍ복역
자세한 내용은 <아베 사다 사건>을 참조

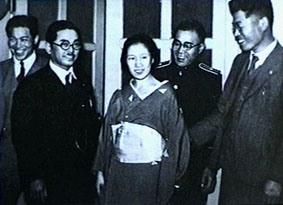
체포 직후 타카나와 경찰서에서 촬영된 신문 사진 (1936년 5월 20일)

사건으로부터 2일 후인 1936년 (쇼와 11년) 5월 20일, 사다는 체포되었다. 당시 요코하마에서 다다미 가게를 운영하고 있던 오빠 신타로는 "자살이라도 해주면 좋겠다"라고 신문에 코멘트 했다 (신타로는 사다가 수감 중에 병사). 언니 토쿠는 아키바와 함께 몇번이나 면회를 왔다.
사다는 사건 후, 이시다가 사건 당시에 입고 있던 훈도시를 허리에 두루고, 셔츠에 잠방이와 이시다의 피로 더러워진 하라마키를 차고 도망치고 있었다. 이시다의 속옷류는 아무리 찾아도 찾을 수 없기 때문에 경찰도 이상하게 생각하고 있었지만, 그것들은 구치소 (이치가야 형무소)에 들어간 사다가 몸에 갖고 있었다. 구치소에서 더러우니까 내놓으라고 했을 때는 "이건 나와 키치씨의 냄새가 배어 있는 거야. 그러니까 절대 건네지 않겠어"라고 야단법석을 떨었다. 예비조서는 문외불출이었으나, 누군가의 손에 의해 외부로 유출되어 돌아왔을 때는 손때가 잔뜩 묻은 상태였다.
유치장 감금에서부터 재판까지의 교환은, 사다를 맡은 변호사에 의해 언론에 이야기가 흘러들어 당시 사회에 충격을 주었다. 그 후, 당시의 변호사를 해임해, 새롭게 타케우치 킨타로 변호사가 일을 맡았다 (개인이 뽑았는지, 국선 변호사인지는 불명). 1936년 11월 24일에 열린 첫 공판은 방청희망자가 심야부터 몰려 방청권 추첨 시간이 앞당겨질 정도였다.
정신감정 결과에서는 잔인성 음란증 (사디즘)과 절편 음란증 (페티즘)으로 나타났다. 1936년 (쇼와 11년) 12월 21일, 도쿄지방재판소는 사다에게 징역 6년 (미결구류 120일 포함)의 판결을 내렸다. 통상 수형자는 기차로 교도소로 이송되지만, 유명인이 되어있던 사다를 그대로 이송하는 데에는 문제가 있었다. 1937년 (쇼와 12년) 1월 16일, 사다는 이치타니 형무소에서 남장을 한 후, 장막으로 덮은 자동차로 토치기 형무지소에 보내졌다.
수형 생활에서는 라디오 체조의 존재도 모르고, 처음에는 정신적 고통을 받지만 남들보다 2배는 해내는 모범수가 되었다. 한편, 사다의 정신 안정상의 문제나 다른 수형자에 대한 영향도 고려해, 수용처는 전국 7개소의 여자 교도소를 돌아다니는 방침이 채택되었다. 토치기 형무소로 이송된 3개월 후에는 미야즈 형무소로 재이송되었다. 이시다의 1주기를 맞이하자, 짜증이 나서 울부짖거나 이름이 불려도 누워만 있고, 간수의 머리에 양동이 물을 뿌리는 등의 기행을 거듭했다. 이후 교화사의 설득으로 점차 평정심을 되찾게 되었다. 이 무렵 다양한 사상 책을 읽고 일련종에 귀의했다. 복역 중 팬레터와 결혼 신청 편지가 1만여 통이 접수됐다고 한다.
1940년 (쇼와 15년) 2월 11일, <황기기원2600년>의 사면에 의해 형기가 절반으로 감형되었다. 1941년 (쇼와 16년), 도쿄구치소로 신병이 옮겨진 뒤, 같은 해 5월 17일 아침에 출소했다. 언니 토쿠가 영접하여, 구치소 옆에 있던 보호단체 양전회에 자리를 잡았다. 사건이 엽기적이었다보니, 세간의 호기심을 불러일으키며 주목을 끌었고, 사다는 "세상으로부터 변태, 변태라는 말을 듣는 것이 괴롭다"고 체포 직후부터 털어놓았다. 출소 후 며칠은 언니 토쿠의 집에서 신세를 졌고, 그 후에는 전 애인 아키바 마사요시 부부의 집에서 하숙 (이 무렵 아키바는 보험업으로 전직)을 했고, 아키바 부부는 실질적인 사다의 보호자가 되어, 사다는 아키바 부부를 "아버지, 어머니"라 부르게 되었다.

### 가명ㆍ명예 훼손 재판
그 후 7년 정도는 형사로부터 주어진 "요시이 마사코"라는 가명을 사용해 생활했고, 근무처의 아카사카의 요정에서 알게 된 샐러리맨 남성과 사실혼 관계가 되, 야나카의 아파트에서 살고 있었지만, 1945년 (쇼와 20년)의 도쿄 대공습으로 피해를 입자, 이바라키현 유키군 소도촌 (현재 이바라키현 시모츠마시)에 피신을 갔다. 이곳에서는 농사를 돕고 위의 가명으로 배급을 받았다. 전쟁이 끝난 후에는 사이타마현 가와구치시에 거주했다.
그러나, 전쟁 후의 에로그로넌센스 열풍으로 1947년 (쇼와 22년)에는 "오사다본(お定本)"으로 불리는 카스토리본이 속속 출간 되었다. 3월에 『愛欲に泣きぬれる女』, 6월에는 『お定色ざんげ』, 8월에는 『阿部定行状記』가 출판되었다. 그 중에서도 『お定色ざんげ』의 저자 키무라 이치로와 판본인 이시가미 출판의 사장 이시다와 자신의 명예 훼손에 해당한다고 해, 9월 4일에 사다는 아키바와 연명으로 도쿄지방법원에 소송을 제기했다. 소송으로부터 몇 주 후, 『お定色ざんげ』는 발매 금지가 되었다.
남편은 그 무렵, 자신의 아내가 아베 사다였다는 것을 알고 사라졌다. 그 후, 그녀는 본명을 밝히고 사건을 짊어지며 살게 된다.
이 해에는 오다 사쿠노스케가 아베 사다 사건을 바탕으로 한 소설 『妖婦』를 출판했다. 사카구치 안고는 문예춘추사 발행 잡지 『座談』 12월호에서 사다와 인터뷰를 했다. 이들 무뢰파 작가에게, 사다는 팜므파탈적 존재였다. 1948년 (쇼와 23년) 3월에는 수기 『阿部定手記』 (신바시서방)를 출판했다. 이에 따라 명예훼손 소송도 마무리 되었다.
아키바 부부 밑에서 하숙하며, 1949년 (쇼와 24년) 아키바의 원조를 받아 6개월 정도 지방을 여행했다. 그 후, 교토에서 게이샤를 해, 오사카의 <바 히노데>의 호스티스나, 이즈의 여관의 나카이로 일하고 있었지만, 1954년 (쇼와 29년) 여름, 실업가 시마다 쿠니이치의 소개로, 요정 「호시기쿠미즈(星菊水)」의 사장 마루야마 타다오는 사다를 호객 판다로 만들려고 10만엔의 선금 (현재 금액으로 300만엔 정도)을 내고 스카우트 한다. 월급도 다른 나카이는 3천엔이던 것을, 사다는 1만 5천엔을 받고 있었다. 당시의 도쿄전차에는 아래와 같은 전단지가 게제되었다.
<오사다씨의 꿈의 오오히로마에서, 오사다씨의 반즈로 한잔, 정원에 맞닿은 텔레비전이 있는 코무로 16실 완비. 꿈의 술집, 꿈의 할팽 「호시기쿠미즈(星菊水)」 (お定さんの夢の大広間で、お定さんのお酌で一パイ 庭に面したテレビのある小室十六室完備 夢の酒場・夢の割烹『星菊水』)>
호시기쿠미즈에서는 요리 외에 연회가 끝날 즈음에 "사다입니다"라고 사다가 연회석에 등장해 손님을 접대하는 서비사가 세트로 되어있었다. 일하는 모습은 성실하고 1958년 (쇼와 33년)에는 도쿄로 음식동지조합으로부터 우량 종업원으로서 표장을 받았다. 요즘의 가게 매니저 겸 죠츄가시라였다. 그 후, 우에노의 국제거리에 작은 바 "퀸"을 개점했다. 그러나, 종업원이 가게의 돈을 가지고 도망쳐버려서 반년 만에 문을 닫았다.

### 「와카타케(若竹)」 개업
1967년 (쇼와 42년), 62세 무렵에 아키바의 집을 떠나 시미즈 사장에게 출자받아 다이토구 류센에 「와카타케(若竹)」라는 오니기리 가게를 개점했다. 가게 뒤의 다다미 6개 정도 크기의 방은 사다가 사는 곳이었다. 실제로 오니기리를 사러 오는 손님은 거의 없었고, 가게에는 사다와 샤미센을 치고 요리하는 여성이 있어, 카운터에서 술을 마실 수 있는 가게였다. 와카타케에는 아사카 미츠요 등 연예인 외에 유명 리키시나 스모베야 오야카타, 국회의원, 아베 사다 사건을 담당했던 법조인 등도 종종 방문하였으며, 특히 사건 초기에 사다에게 심취한 히지카타 타츠미는 단골손님이었다.
1956년 (쇼와 31년), 부모 대신이었던 아키바가 사망했고, 1968년 (쇼와 43년) 2월에는 그의 아내 하나가 사망했다. 이때부터 사다는 죽고 싶다는 생각을 하게 되고, 손님에게 불쑥 "저 버스 사고처럼 누군지 신원을 모른 채 죽고 싶어요" 등의 말을 하게 되었다. 1969년 (쇼와 44년), 가게의 단골이었던 히지카타가 "나에게 사다씨의 맑은 영혼을 찍게 해줘!"라고 간청해, 둘이서 사진을 촬영했다. 1969년 (쇼와 44년)에 제작된 영화 『明治・大正・昭和 猟奇女犯罪史』에 63세의 사다 본인이 출연했으며, "글쎄, 인간 일생에 혼자가 아닐까, 좋아하는 것은. 조금 바람기가 있다던가, 좀 좋겠다라고 생각하는 것은 있겠죠, 많이. 그것은 인간이니까요. 그렇지만, 좋아하기 때문에라고 하는 것은 한 사람...(이하 생략)"이라고 말을 남겼다. 세간에서 사건을 호기심의 눈으로 보지 못하게 하는 진실은 전하는 영화로 만들겠다고 약속한 뒤 출연했다고 한다.
또, 「호시기쿠미즈(星菊水)」, 「와카타케(若竹)」 모두 가게의 손님으로부터의 평판은 "에도 토박이답게 기풍이 좋은 상냥한 사람"이라고 평판이 좋았찌만, 사건에는 일절 언급하지 않고, 직장 동료에게도 당시의 일을 이야기하는 일은 거의 없었다. 한편, 사건의 당시를 알고 있는 경찰 관계자나 사법 관계자가 가게에 찾아와 돈을 달라고 요구하거나, 몸을 요구하기도 해, 사다는 경계가 심해져갔다. 1970년 (쇼와 45년) 3월, 사다는 와카타케에서 홀연히 사라졌다. 가게를 돕던 여성이 병에 걸려, 혼자서 가계를 꾸리다가 그녀도 몸이 상해 돌바준 연하의 바이섹슈얼 연인이 가게 돈을 가지고 달아나 가게 문을 닫고, 빚을 어느정도 청산했지만 차마 남은 돈을 마련하지 못하고 칸사이로 가서 자살을 생각하고 있었지만, 상태가 이상하다는 것을 깨달은 게이샤에게 설득당해 도쿄로 돌아온 것으로 알려졌다.

### 실종
1971년 (쇼와 46년) 1월 경, 사다는 호시기쿠미즈에 스카우트 된 시마다와 우연히 아사쿠사의 나카미세에서 만나, 지바현 쿄난정의 <카츠야마 호텔 (현재는 폐업)>에서 일하게 된다. "나, 신파의 연극 <니혼바시>에 나오는, 코우 역을 좋아하니까 "코우"라고 불러줘" 라고 시마다의 아내에게 이야기 했다. 당시의 사다는 65세였지만, 젊은 남자에게 금품을 주고 신경을 쓰고 있었다고 여겨진다 (다만 시마다의 아내는 남성 관계는 일절 없었다고 증언하고 있다). 6월 경, "류머티즘을 치료하고 7월, 8월이 지나면 돌아올게"라는 족지를 남기고 유카타 한 벌만 들고 실종되었다.

### 실종 후의 소식
1974년 (쇼와 49년) 전후, 석달간 아사쿠사에 있는 지인의 여관에 숨어있었다는 증언도 있다. 또 1955년 (쇼와 30년)에 사다는 쿠온지 (야마나시현 미노부정)에서 이시다의 영대공양 수속을 했는데, 그녀가 실종된 후에도 이시다의 기일에는 보낸 사람이 누구인지 모르는 꽃다발이 도착했으며, 이는 사다가 보낸 것이라는 설도 있다. 그러나, 1987년 (쇼와 62년) 무렵을 기점으로 꽃이 보내져오는 일이 없어졌다. 무츠키 카게로에 따르면 1992년 (헤이세이 4년) 경, 사가와 잇세이가 어떤 방법으로 사다가 지내는 곳을 갑자기 찾아가 접촉했다 하며, 무츠키는 사가와로부터 "사다는 이즈의 노인요양시설에 있다"고 들었다고 한다.

## 아베 사다를 연기한 배우

### 영화
- 카가와 유키에 『明治大正昭和 猟奇女犯罪史』 (1969년)
- 미야시타 준코 『実録阿部定』 (1975년, 닛카츠로망포르노)
- 마츠다 에이코 『감각의 제국』 (1976년)
- 카와시마 나오미 『실락원』 (1997년, 극중극)
- 쿠로키 히토미 『SADA〜戯作・阿部定の生涯』 (1998년)
- 스기모토 아야 『JOHNEN 定の愛』 (2008년)
- 아사미 유마 『阿部定 最後の七日間』 (2011년)

### 연극
- 시노하라 미카 『津山三十人殺し 幻視行』 (2008년) - 겟쇼쿠 가극단
- 안도 타마에 『切断』 (2020년) - 일인극
  - 공연장이 된 안도의 친정인 돈가스 가게 <돈페이> (도쿄도 아라카와구 니시오구)는, 사건이 일어난 마치아이 찻집 <만사키> 터의 지근거리에 있다. 안도의 할머니가 사건 후의 만사키를 매입한 인연도 있다.

2017년 5월부터 방송된 TV아사히 제작 드라마 "사요나라, 에나리군"은 3월 발표 시점에서 아베 사다 사건을 모티브로 해, 히로인을 "헤이세이의 아베 사다"로 표현하고 프로그램 제목을 "사요나라, 키리탄포"로 했었다. 그러나, 키리탄포가 대표적인 향토 요리인 아키타현의 항의로 제목이 변경되었다. 드라마 내용도 변경돼 이 사건을 모티브로 한 플롯은 사용되지 않았다.

## 인물
출소 후의 사다를 아는 많은 인물이 <독서 애호가>였다고 말한다. 그러나 실제로는 책을 좋아한 것이 아니라, 외출 중 손가락질을 당하는 것을 싫어했기 때문이다. 잡지는 『부인공론』을 좋아했다고 한다.
사건 이후에는 이시다가 좋아하던 계란과 담배는 일절 입에 대지 않았다.

## 관련 되었던 유명인 (기출(既出) 이외)
"올림픽 아저씨"로 알려진 사업가 야마다 나오토시는 일본대학 학생이었을 때 사다와 만나, 사다로부터 "너, 남자는 인생 일대야!"라고 격려받았던 것이 잊을 수 없는 추억임을 생전에 말했었다.

## 관련 서적
- 호리노우치 마사카즈 『阿部定正伝』 정보센터출판국. 1998년.
- 이사 치히로 『阿部定事件 -愛と性の果てに-』 신푸샤문고. 2005년.
- 모리 케이 『なつかしく思います―阿部定に愛された男』 현대서관. 1996년.
- 키무라 이치로 / 죠 이치로 감독 『お定色ざんげ』 카와데문고. 1998년.
- 코이케 아라타 『戦前昭和の猟奇事件』 분슌신서. 2021년.

## 같이 보기
- 오다 사쿠노스케 - 아베 사다 사건을 모티브로 한 소설 『요부』 (1947년)을 썼다.
- 사카구치 안고 - 아베 사다와 대담했다
- 아베 사다오 - 예명의 유래는 아베 사다에서 따왔다
- 우라소에 유방 잘라내기 살인 사건 - 오키나와판 아베 사다 사건이라고 화제가 되었다
- 감각의 제국 - 아베 사다 사건을 모델로 한 영화 작품